# Nako Spiru
Nako Spiru (4. ledna 1918, Drač, Albánie – 20. listopadu 1947, Tirana, Albánie) byl albánský politik a člen Albánské komunistické strany (PKSh).
Spiru byl původem z pravoslavné rodiny, která žila v Drači. Studoval na italské obchodní škole na Korfu a později na univerzitě v Turíně. Po italské invazi do Albánie se připojil k hnutí odporu, které zorganizovali komunisté. Mezi nimi se stal pravou rukou Envera Hodži. Do vysoké pozice byl vybrán na Permetské konferenci v květnu 1944.Po zavraždění Qemala Stafy byl právě Spiru postaven do čela mládežnické sekce albánských komunistů.
Po skočení druhé světové války byl Spiru členem Státní plánovací komise, která měla hospodářství země upravit dle sovětského vzoru. Spiru se však velmi brzy stal obětí vnitrostranických rozmíšek mezi dělnickým křídlem, které vedl Koçi Xoxe a intelektuály, které vedl Mehmet Shehu a Sejfulla Maleshova. První skupina prosazovala v Albánii vliv Jugoslávie, zatímco druhá byla loajální Sovětskému svazu.
Sám Spiru se angažoval u jugoslávského vedení např. při výstavbě železnic v druhé polovině 40. let 20. století. Sama Albánie žádné železniční tratě tehdy neměla, a podařilo se ji zajistit dovoz techniky právě z Jugoslávie. Spiru posílal tajné depeše Titovi, ve kterých kritizoval samotného Hodžu.
Spiru, ač sympatizant projugoslávských politik, byl proti ekonomickým smlouvám, které v červnu 1946 uzavřela Albánie s Jugoslávií, a které Albánii stavěly do pozice velmi závislé na svém severním sousedovi. Po zhoršení vzájemných vztahů byl Spiru obviněn z kolaborace s Jugoslávií; sám se proto vydal do Moskvy dojednat lepší smlouvy se SSSR. Byl však kritizován ostře Koçim Xoxe. V listopadu 1947 byl Spiru nalezen mrtev, jen den po jednání Ústředního výboru PPSH. Podle oficiální verze se tak stalo když čistil svůj revolver.